# Pasadur
Pasadur is een plaats in de gemeente Lastovo (općina) in de Kroatische provincie Dubrovnik-Neretva. De plaats telt 77 inwoners (2001).